# Fiat Palio
Fiat Palio (type 178) var en minibil bygget af Fiat Automobiles i årene 1996 til 2017. Da den var udviklet til hele verden, blev den bl.a. fremstillet i Brasilien, Argentina, Egypten, Kina, Indien, Rusland, Sydafrika og Tyrkiet og fik hurtigt tilnavnet Verdensbil.
I Danmark blev kun stationcarudgaven Palio Weekend markedsført, men i Italien og nogle andre markeder fandtes der også en tre- og en femdørs hatchback.

## Historie
I foråret 1996 kom Palio på markedet som tre- og femdørs hatchback. På grund af sit spartanske udstyr blev Palio i Europa først og fremmest brugt som billigt erhvervskøretøj.
I Danmark blev kun dem femdørs stationcar, Palio Weekend, markedsført fra foråret 1998 til efteråret 2000. Dens konkurrenter var bl.a. Lada 2111 og Škoda Felicia Combi.
Til kritikpunkterne hørte mangelfuld forarbejdning, relativt lidt kabineplads og svage præstationer for 54 kW (73 hk)-versionens vedkommende.
Den firedørs sedanudgave hed Fiat Siena og pickupudgaven Fiat Strada.
Senere tilkom en 1,7-liters turbodieselmotor med 51 kW (70 hk), en 1,6-liters benzinmotor med 74 kW (101 hk, senere 76 kW (103 hk)), 1,2-liters benzinmotorer med 44 kW (60 hk) og 59 kW (80 hk), en 1,9-liters sugedieselmotor med 46 kW (63 hk) samt en 1,9-liters turbodieselmotor med 59 kW (80 hk).
Palio gennemgik facelifts i starten af 2001 og i midten af 2003. I Tyrkiet hed sedanudgaven ikke Siena, men derimod Albea.
Fra 2004 kunne Palio leveres med den såkaldte "Flex"-motor (Flexible Fuel Vehicle), som ikke kun kunne køres på benzin men også forskellige former for alkohol såsom metanol og ætanol.
I midten af 2006 fik modelserien et yderligere facelift.
På det indiske marked fandtes Palio fra 2009 også i en naturgasversion (CNG).
I 2015 blev stationcarversionen omdøbt til Fiat Weekend, altså uden "Palio"-navnet. I slutningen af 2017 blev produktionen indstillet i Argentina for at gøre plads på samlebåndene til den nye Fiat Cronos, som er sedanudgaven af Fiat Argo samt en basisversion af Argo uden UConnect-infotainmentsystem. Herved er Palio officielt udgået efter 21 år.

### Motorer
| Model         | Cylindre | Slagvolume cm³ | Max. effekt kW (hk) / omdr. | Max. drejningsmoment Nm / omdr. | Motorkode | Topfart km/t |
| ------------- | -------- | -------------- | --------------------------- | ------------------------------- | --------- | ------------ |
| Benzinmotorer |          |                |                             |                                 |           |              |
| 1.2 8V        | 4        | 1242           | 44 (60) / 5000              | 102 / 2500                      | 188A4000  | 153          |
| 1.2 8V        | 4        | 1242           | 54 (73) / 6000              | 104 / 3000                      | 178B5000  | 166          |
| 1.2 16V       | 4        | 1242           | 59 (80) / 5000              | 114 / 4000                      | 188A5000  | 167          |
| 1.6 16V       | 4        | 1580           | 74 (101) / 5500             | 140 / 4500                      | 178B3000  | 186          |
| 1.6 16V       | 4        | 1596           | 76 (103) / 5750             | 145 / 4000                      | 182B6000  | 186          |
| Dieselmotorer |          |                |                             |                                 |           |              |
| 1.7 TD        | 4        | 1698           | 51 (69) / 4500              | 134 / 2500                      | 176A3000  | 164          |
| 1.9 D         | 4        | 1910           | 46 (63) / 4500              | 118 / 2500                      | 223A6000  | 152          |
| 1.9 JTD       | 4        | 1910           | 59 (80) / 3000              | 196 / 1500                      | 188A2000  | 167          |

1. ↑  Fra 2001, fra Fiat Bravo.
2. ↑  Fra 2001, fra Fiat Doblò.

### Modelvarianter
Palio (1G, 1996−2001)
- Fiat Palio tredørs
- Fiat Siena
- Fiat Palio Weekend
- Bagfra

Palio (2G, 2001−2003)
- Fiat Palio femdørs
- Fiat Siena
- Fiat Palio Weekend
- Fiat Strada

Palio (3G, 2003−2006)
- Fiat Palio femdørs
- Fiat Albea
- Fiat Palio Adventure
- Fiat Strada

Palio (4G, 2006−2017)
- Fiat Palio
- Fiat Siena
- Fiat Palio Adventure
- Fiat Strada Adventure

## Novo Palio
I 2012 kom en ny model af Palio (Novo Palio, type 326) på markedet. På nogle markeder fortsatte den tidligere model som Palio Fire sideløbende med Novo Palio.

### Tekniske data
|                                      | 1.0 Evo              | 1.4 Evo              | 1.6 16V               |
| Byggeår                              | 2012–2017            | 2012–2017            | 2012–2017             |
| Motordata                            |                      |                      |                       |
| Motortye                             | R4-benzinmotor       | R4-benzinmotor       | R4-benzinmotor        |
| Slagvolume                           | 999 cm³              | 1368 cm³             | 1598 cm³              |
| Maks. effekt ved omdr./min.          | 55 kW (75 hk) / 6250 | 65 kW (88 hk) / 5750 | 86 kW (117 hk) / 5500 |
| Maks. drejningsmoment ved omdr./min. | 97 Nm / 3850         | 123 Nm / 3500        | 165 Nm / 4500         |
| Kraftoverførsel                      |                      |                      |                       |
| Drivende hjul                        | Forhjul              | Forhjul              | Forhjul               |
| Præstationer                         |                      |                      |                       |
| Tophastighed                         | 157 km/t             | 173 km/t             | 192–193 km/t          |
| Acceleration, 0–100 km/t             | 15,0 sek.            | 12,2 sek.            | 9,8 sek.              |